# Nowiny (Frombork)
Nowiny (deutsch Neufeld) ist ein Ort in der polnischen Woiwodschaft Ermland-Masuren. Er gehört zur Stadt-und-Land-Gemeinde Frombork (Frauenburg) im Powiat Braniewski (Kreis Braunsberg).

## Geographische Lage
Nowiny liegt drei Kilometer östlich des Frischen Haffs (polnisch Zalew Wiślany) im Nordwesten der Woiwodschaft Ermland-Masuren, elf Kilometer südwestlich der Kreisstadt Braniewo (Braunsberg).

## Geschichte
1794 ist das Gründungsjahr des kleinen Gutsortes Neufeld. 1874 wurde das Etablissement Neufeld in den neu errichteten Amtsbezirk Sonnenberg (polnisch Bogdany) im ostpreußischen Kreis Braunsberg, Regierungsbezirk Königsberg, aufgenommen. Aber bereits am 1. August 1881 verlor das Gut Neufeld seine Eigenständigkeit und wurde nach Schafsberg (polnisch Baranówka) eingemeindet. Im Jahre 1905 zählte Neufeld zehn Einwohner. Im Jahre 1928 wurde der Amtsbezirk Sonnenberg offiziell in „Amtsbezirk Betkendorf“ (polnisch Biedkowo) umbenannt.
In Kriegsfolge wurde 1945 das gesamte südliche Ostpreußen an Polen abgetreten. Neufeld erhielt die polnische Namensform „Nowiny“ und ist heute eine Ortschaft im Verbund der Gmina Frombork (Stadt-und-Land-Gemeinde Frauenburg) im Powiat Braniewski (Kreis Braunsberg), von 1975 bis 1998 der Woiwodschaft Elbląg, seither der Woiwodschaft Ermland-Masuren zugehörig. Im Jahre 2021 zählte Nowiny 23 Einwohner.

## Religion
Nowiny gehört heute wie Neufeld vor 1945 zur römisch-katholischen St.-Nikolaus-Kirche in Frombork (Frauenburg), die dem Dekanat Braniewo (Braunsberg) im Erzbistum Ermland zugeordnet ist.
Bis 1945 war Neufeld außerdem in die evangelische Kirche Frauenburg in der Kirchenprovinz Ostpreußen der Kirche der Altpreußischen Union eingepfarrt. Heute gehören die evangelischen Einwohner Nowinys zur Evangelisch-Augsburgischen Kirche in Polen.

## Verkehr
Nowiny liegt an einer Nebenstraße, die von der Stadt Frombork (Frauenburg) aus über Ronin (Rahnenfeld) bis nach Krzywiec (Dittersdorf) führt. Eine Bahnanbindung besteht nicht.